# Hóa học tính toán
Hóa học tính toán là một chuyên ngành của hóa học lý thuyết với mục đích chính là tạo ra các mô hình toán học xấp xỉ và các chương trình máy tính để tính các tính chất của các phân tử (như năng lượng tổng cộng, mô men phân cực, mô men tứ cực, phổ dao động phân tử, độ hoạt hóa, các tính chất quang phổ học phân tử, mặt cắt tán xạ...) và ứng dụng các chương trình tính toán này cho các bài toán cụ thể. Tên gọi chuyên ngành này cho thấy sự giao thoa giữa khoa học máy tính và hóa học.

## Các phần mềm
Bảng sau cho thấy một số phần mềm đã được phát triển cho hóa học tính toán (K: không hỗ trợ; C: có hỗ trợ).
| Tên      | Cơ học phân tử | Bán-Áp đặt | Hartree-Fock | Hậu-Hartree-Fock | DFT | Tuần hoàn |
| ACES     | K              | K          | C            | C                | K   | K         |
| DALTON   | K              | K          | C            | C                | C   | K         |
| GAUSSIAN | C              | C          | C            | C                | C   | C         |
| GAMESS   | K              | C          | C            | C                | C   | K         |
| JAGUAR   | C              | K          | C            | C                | C   | K         |
| MOLCAS   | K              | K          | C            | C                | K   | K         |
| MOLPRO   | K              | K          | C            | C                | C   | K         |
| MOPAC    | K              | C          | K            | K                | K   | C         |
| NWChem   | C              | K          | C            | C                | C   | C         |
| PLATO    | C              | K          | K            | K                | C   | C         |
| PSI      | K              | K          | C            | C                | K   | K         |
| Q-Chem   | ?              | K          | C            | C                | C   | K         |